# Llanwrthwl
Llanwrthwl est un village et une communauté du Powys, au pays de Galles.

## Géographie
Llanwrthwl est situé dans l'ouest du Powys, dans le comté historique du Brecknockshire, à 5 km au sud de la ville de Rhayader. La Wye coule à l'est du village.

## Démographie
Au recensement de 2011, la communauté de Llanwrthwl comptait 191 habitants.